# Crangonoidea
Crangonoidea — надродина креветок, ряд Десятиногі (Decapoda). До цієї групи відноситься 82 види креветок.

## Таксономія
Надродина містить дві родини:
- Шримсові (Crangonidae)
- Glyphocrangonidae